# Janvi Chheda
Janvi Chheda Gopalia (sinh ngày 29 tháng 2 năm 1984 tại Mumbai, bang Maharashtra, Ấn Độ) là một nữ diễn viên điện ảnh và truyền hình người Ấn Độ tham gia các bộ phim truyền hình bằng tiếng Hindi. Cô có vai chính đầu tay qua bộ phim Chhoona Hai Aasmaan với vai diễn Sameera Singh. Cô còn được biết đến qua vai diễn Sugna Shyam Singh trong bộ phin Cô dâu 8 tuổi và Thanh tra Shreya trong bộ phim Đội đặc nhiệm CID, hai vai diễn này đã giúp cô được công chúng biết đến rộng rãi.

## Tiểu sử
Janvi Chheda sinh ngày 29 tháng 2 năm 1984 tại Mumbai, bang Maharashtra, Ấn Độ. Cô là người Gurajat có quê quán tại Mandvi, quận Kachchh thuộc bang Gurajat. Cô từng tốt nghiệp Trường Cao đẳng Thương mại và Kinh tế Malini Kishor Sanghvi, Mumbai.

## Sự nghiệp

### Vai diễn đầu tay và sự đột phá trong diễn xuất (2005–2011)
Cô bắt đầu sự nghiệp diễn xuất của mình với vở kịch Dr. Mukta ở Dubai. Cô có vai chính đầu tay trong bộ phim bằng tiếng Gujarat Toh Lagi Sharat với vai diễn Sanjana và từng làm việc tại Đài Truyền hình Gujarat với tư cách là người dẫn chương trình trong chương trình truyền hình Kem Cho và vai diễn Nidhi trong bộ phim Saubhagyavati.
Cô có vai diễn trong bộ phim bằng tiếng Hindi đầu tiên mang tên Chhoona Hai Aasmaan với vai diễn Trung úy Sameera Singh và đóng chung với Mohammed Iqbal Khan từ năm 2007 đến năm 2008. Bộ phim này đã nhận được nhiều lời khen về cốt truyện.
Vào năm 2009, cô vào vai phản diện Sandhya trong bộ phim Dhoop Mein Thandi Chaav...Maa và đóng chung với Vineet Raina. Cô cũng vào vai Simran trong bộ phin Maayka cùng năm đó.
Từ năm 2010 đến năm 2011, cô vào vai chính Tashi Arjun Singh và đóng chung với Karan Hukku và Kunal Verma trong bộ phim Tera Mujhse Hai Pehle Ka Naata Koi.

### Những thành công nhất định và quyết định ngừng đóng phim (2012–2018)

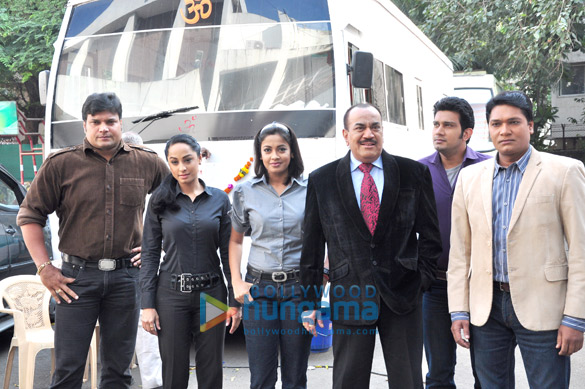
Janvi Chheda cùng các thành viên trong đội đặc nhiệm CID: Shivaji Satam, Aditya Srivastava, Dayanand Shetty, Ansha Sayed và Vineet Kumar Chaudhary.

Từ năm 2011 đến năm 2013, cô vào vai Sugna Shyam Singh, đóng chung với Sachin Shroff trong bộ phim Cô dâu 8 tuổi, bộ phim cũng đánh dấu bước ngoặt lớn trong sự nghiệp diễn xuất của cô.
Cô được biết đến nhiều hơn nhờ vai diễn Thanh tra Shreya trong loạt phim truyền hình dài nhất Ấn Độ Đội đặc nhiệm CID. Vai diễn này giúp cô được công chúng biết đến rộng rãi hơn. Cô thủ vai nhân vật này từ năm 2012 đến năm 2016.
Cô cũng thủ vai diễn này trong các bộ phim Adaalat trong phần phim CID Viruddh Adaalat vào năm 2012 và Taarak Mehta Ka Ooltah Chashmah vào năm 2014.
Năm 2018, cô tái xuất màn ảnh nhỏ khi tiếp tục vào vai Shreya trong 2 tập phim 1491 và 1492 của Đội đặc nhiệm CID, cũng đánh dấu là bộ phim cuối cùng trước khi cô quyết định nghỉ đóng phim vào cùng năm đó.

## Danh sách tác phẩm

### Phim truyền hình
| Năm               | Tác phẩm                           | Vai diễn               | Ghi chú            | Tham khảo     |
| ----------------- | ---------------------------------- | ---------------------- | ------------------ | ------------- |
| 2007–2008         | Chhoona Hai Aasmaan                | Trung úy Sameera Singh |                    | [ 18 ]        |
| 2009              | Dhoop Mein Thandi Chaav...Maa      | Sandhya                |                    |               |
| 2009              | Maayka                             | Simran                 |                    |               |
| 2010–2011         | Tera Mujhse Hai Pehle Ka Naata Koi | Tashi Singh            |                    |               |
| 2011–2013         | Cô dâu 8 tuổi                      | Sugna Shyam Singh      |                    | [ 19 ] [ 20 ] |
| 2012–2016 và 2018 | Đội đặc nhiệm CID                  | Thanh tra Shreya       |                    | [ 21 ]        |
| 2012              | Adaalat                            | Thanh tra Shreya       | Vai diễn khách mời |               |
| 2014              | Taarak Mehta Ka Ooltah Chashmah    | Thanh tra Shreya       | Vai diễn khách mời |               |

### Phim điện ảnh
| Năm  | Tác phẩm        | Vai diễn | Ghi chú      | Tham khảo |
| ---- | --------------- | -------- | ------------ | --------- |
| 2005 | Toh Lagi Sharat | Sanjana  | Phim Gujarat | [ 22 ]    |

### Kịch
- Dr. Mukta in Dubai (2005) đóng chung với Jaya Bachchan[23]

## Đời tư
Janvi Chheda kết hôn với người bạn trai lâu năm Nishant Gopalia vào năm 2011. Năm 2017, cả hai người đã hạ sinh ra một cô con gái tên là Nirvi.